# Classicide

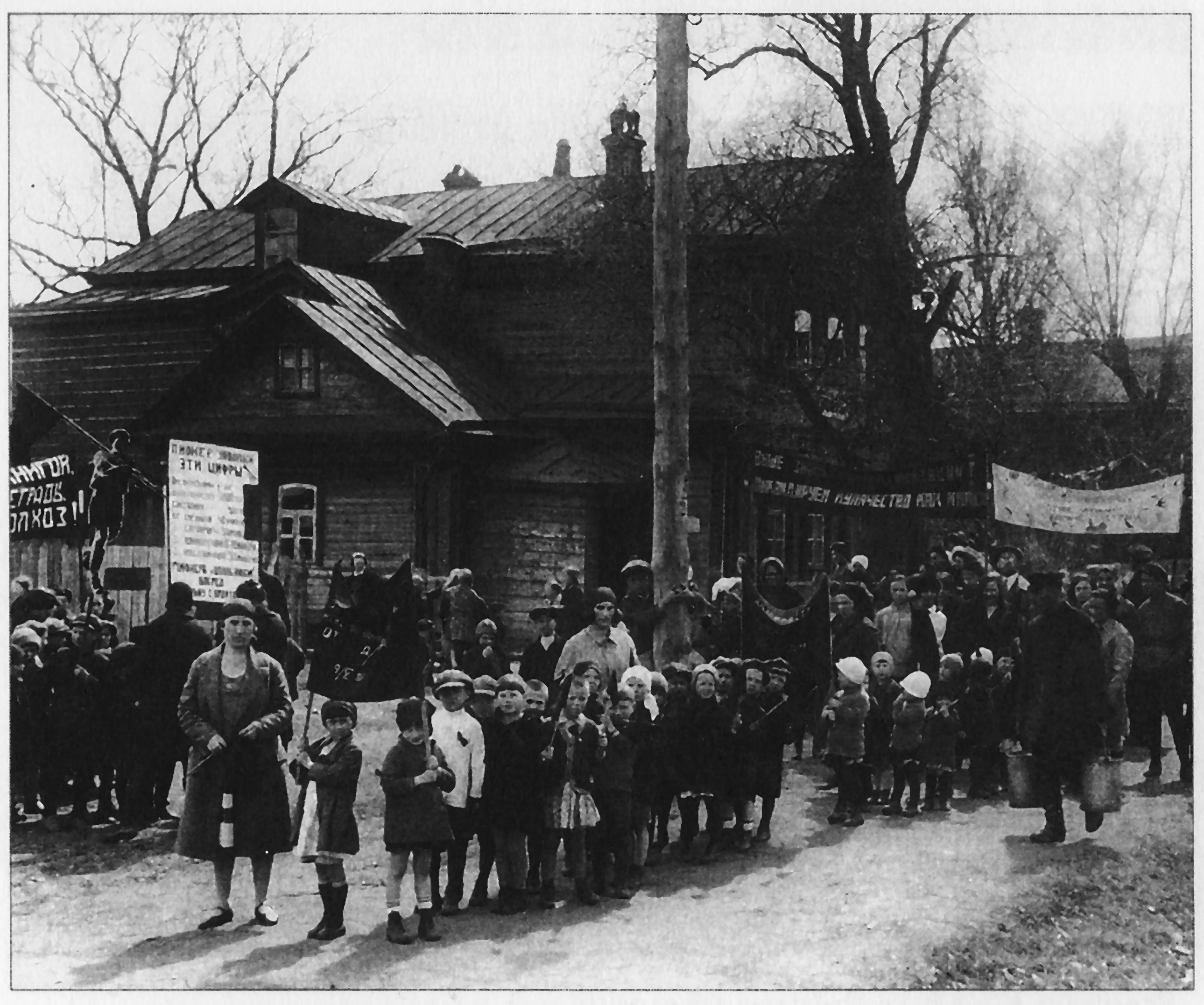
Image de la dékoulakisation en URSS, début des années 1930.

Le classicide est un concept proposé par le sociologue Michael Mann pour décrire la destruction délibérée et systématique, en tout ou en partie, d'une classe sociale par la persécution et la violence,. Bien qu'il ait été utilisé pour la première fois par le médecin et militant anticommuniste Fred Schwarz en 1972, le classicide a été popularisé par Mann comme un terme similaire mais distinct du génocide parce qu'il signifie le «l'intention de tuer en masse des classes sociales entières.» Le classicide est considéré comme une forme de "meurtre de masse prémédité", qui est plus étroit que le génocide, car la cible d'un classicide est une partie d'une population qui est définie par son statut social , et le classicide est également considéré comme plus large que le politicide car le groupe qui est visé par le classicide est tué sans aucun souci pour ses activités politiques.